# Qualificazioni alla Coppa del Mondo di rugby femminile 2017 - Europa
Le qualificazioni europee alla Coppa del Mondo di rugby femminile 2017 si tennero tra il 2015 e il 2016 e riguardarono 9 squadre nazionali femminili europee che dovettero esprimere 3 qualificate direttamente alla Coppa.
Erano ammesse di diritto alla Coppa del Mondo di rugby femminile 2017 le sette migliori squadre dell'edizione del 2014; per quanto riguarda le squadre europee erano interessate alle qualificazioni tre delle sei componenti del Sei Nazioni femminile (Galles, Italia e Scozia) e le sei squadre del campionato europeo 2016.

## Criteri di qualificazione
- Primo turno: si compose della classifica aggregata tra le tre squadre del Sei Nazioni femminile non automaticamente classificate alla Coppa, ovvero Galles, Italia e Scozia[1]. Fu considerato il punteggio complessivo nelle due edizioni 2015 e 2016 del Sei Nazioni. Le due squadre migliori accedettero direttamente alla competizione, la terza allo spareggio europeo.
- Secondo turno: si trattò del campionato europeo femminile 2016[1], cui presero parte 6 squadre: Belgio, Paesi Bassi, Rep. Ceca, Russia, Spagna e Svizzera. La vincitrice, oltre al titolo di campione d'Europa, accedette direttamente allo spareggio europeo.
- Terzo turno: spareggio per la zona europea da disputarsi tra le due menzionate squadre, in gara doppia. La vincente del doppio confronto fu ammessa alla Coppa del Mondo[1].

## Situazione prima degli incontri di qualificazione
| Primo turno                             | Secondo turno                                                                       | Terzo turno                                 | Qualificate                                                                                               |
| --------------------------------------- | ----------------------------------------------------------------------------------- | ------------------------------------------- | --- |
| Sei Nazioni: - Galles - Italia - Scozia | Campionato europeo: - Belgio - Paesi Bassi - Rep. Ceca - Russia - Spagna - Svizzera | - Terza Sei Nazioni — 1º campionato europeo | - 1ª classifica complessiva 1º turno - 2ª classifica complessiva 1º turno - Vincitrice spareggio 2º turno |

## Primo turno

### Classifica aggregata
|  | Squadra | G  | V | N | P  | P+  | P-  | P±   | PT |
|  | ------- | -- | - | - | -- | --- | --- | ---- | -- |
|  | Italia  | 10 | 5 | 0 | 5  | 147 | 199 | -152 | 10 |
|  | Galles  | 10 | 4 | 0 | 6  | 125 | 148 | -23  | 8  |
|  | Scozia  | 10 | 0 | 0 | 10 | 56  | 373 | -317 | 0  |

### Esito del primo turno
- Italia: qualificata alla Coppa del Mondo come prima squadra europea
- Galles: qualificata alla Coppa del Mondo come seconda squadra europea
- Scozia: allo spareggio contro la squadra campione d'Europa

## Secondo turno

### Esito del secondo turno
- Spagna: campione d'Europa e ammessa allo spareggio europeo di qualificazione alla Coppa del Mondo

## Spareggio di qualificazione
L'andata si giocò allo Scostoun Stadium di Glasgow e la Spagna colse un'importante vittoria esterna contro le scozzesi, maturata completamente nel primo tempo: dopo un iniziale vantaggio al piede spagnolo, McCormack con una meta rimise avanti la Scozia, ma un'altra meta, questa volta delle iberiche, trasformata allo scadere prima della ripresa fissò il punteggio sul 10-5. A fare la differenza in tale incontro furono i punti tra i pali a fronte di una meta per parte.
Nel ritorno allo stadio Complutense di Madrid le rugbiste spagnole costrinsero le scozzesi a inseguire, perché andarono due volte in vantaggio nel primo tempo e successivamente raggiunte, la seconda volta in apertura di ripresa.
Sul 10-10 la qualificazione era ancora in discussione perché una meta scozzese avrebbe portato il doppio confronto in parità di punteggio e di marcature, ma la Spagna marcò a un quarto d'ora dalla fine la meta della definitiva qualificazione ottenuta con un complessivo 25-15 e quattro mete a tre.
| Arbitro: | Claire Hodnett |

|               |      |               |
| McCormack 30’ | mt   | 39’ Rial      |
|               | tr   | 39’ P. García |
|               | c.p. | 11’ P. García |

| Arbitro: | Marie Lematte |

|                                      |    |                   |
| A. Erbina 9’ P. García 33’ Bravo 65’ | mt | 18’ Lloyd 44’ Law |

### Esito dello spareggio
- Spagna: qualificata alla Coppa del Mondo come terza squadra europea

## Quadro generale delle qualificazioni
In grassetto le squadre qualificate al turno successivo
| Primo turno                                                   | Secondo turno                                                                       | Terzo turno       | Qualificate                |
| ------------------------------------------------------------- | ----------------------------------------------------------------------------------- | ----------------- | -------------------------- |
| Sei Nazioni: - Italia (Q) - Galles (Q) - Scozia (al 3º turno) | Campionato europeo: - Belgio - Paesi Bassi - Rep. Ceca - Russia - Spagna - Svizzera | - Scozia — Spagna | - Italia - Galles - Spagna |